# Химшиев, Георгий Спиридонович
Князь Георгий Спиридонович Химшиев (Химшиашвили) (1836—1917) — генерал от артиллерии.

## Биография
Родился 14 июня 1836 года, происходил из грузинских князей.
Образование получил в Павловском кадетском корпусе, из которого выпущен 11 июня 1855 года прапорщиком в 13-ю полевую артиллерийскую бригаду. Принимал участие в завершающих кампаниях Крымской войны.
Произведённый в 23 сентября 1856 года в подпоручики Химшиев в 1859 году принимал участие в кампании против горцев на Западном Кавказе и 15 августа 1859 года был произведён в поручики. За отличие в кампании 1865 года он был произведён в штабс-капитаны.
Далее Химшиев получил чины капитана (29 августа 1867 года) и подполковника (29 декабря 1873 года). 23 октября 1874 года назначен командиром 2-й батареи 21-й артиллерийской бригады.
В 1877—1878 годах Химшиев сражался с турками в Закавказье и в начале 1878 года за боевые отличия был произведён в полковники (со старшинством от 3 октября 1877 года). 19 апреля 1878 года он был удостоен ордена св. Георгия 4-й степени:
Распоряжаясь всё время лично действием своих орудий под сильным огнём многочисленной тяжёлой неприятельской артиллерии, подполковник князь Химшиев меткой стрельбой заставил замолчать одну из турецких батарей, расположенную в укреплении, причём частью подбил орудия, частью перебил прислугу и кроме того взорвал один зарядный ящик. Затем, подъехав на ближайшую дистанцию, он обратил огонь на другие неприятельские батареи и, всё время действуя из своих орудий с блистательным успехом, в высшей степени облегчил атаку нашего левого фланга.
27 апреля 1878 года назначен командиром 1-й батареи Кавказской гренадерской артиллерийской бригады.
12 октября 1892 года Химшиев был произведён в генерал-майоры и назначен командиром 6-й артиллерийской бригады, а с 30 января 1893 года командовал 39-й артиллерийской бригадой. 9 февраля 1897 года получил в командование Кавказскую гренадерскую артиллерийскую бригаду. 13 апреля 1899 года возглавил всю артиллерию 1-го Кавказского армейского корпуса и 1 января 1901 года был произведён в генерал-лейтенанты (со старшинством от 6 декабря 1900 года).
5 марта 1905 года Химшиев оставил занимаемую должность и вошёл в число членов Александровского комитета о раненых. 13 апреля 1908 года получил чин генерала от артиллерии. Скончался в Тифлисе 16 июля 1917 года, из списков исключён 7 августа 1917 года.

## Награды
Среди прочих наград Химшиев имел ордена:
- Орден Святого Станислава 3-й степени (1860 год)
- Орден Святой Анны 3-й степени (1869 год)
- Орден Святого Станислава 2-й степени (1871 год)
- Орден Святой Анны 2-й степени (1874 год)
- Орден Святого Георгия 4-й степени (19 апреля 1878 года)
- Орден Святого Владимира 4-й степени с бантом (1881 год, за беспорочную выслугу 25 лет в офицерских чинах)
- Орден Святого Владимира 3-й степени (1883 год)
- Орден Святого Станислава 1-й степени (1895 год)
- Орден Святой Анны 1-й степени (6 декабря 1899 года)
- Орден Святого Владимира 2-й степени (11 июня 1905 года)
- Орден Белого орла (1911 год)
- Орден Святого Александра Невского (6 декабря 1913 года)